# Salalah
Salalah er en by i det sydlige Oman med 331.949 (2020) indbyggere. Byen er den næststørste i Oman efter Muscat. Traditionelt boede sultanen i Salalah frem for Muscat, men sultan Qaboos bin Said brød dette mønster, da han overtog tronen i 1970.